# Медельин, Антонио
Антонио Медельин (исп. Antonio Medellin Mejia) (15 апреля 1934, Мехико, Мексика — 18 июня 2017, там же) — мексиканский актёр.

## Биография
Родился 15 апреля 1934 года в Мехико. В мексиканском кинематографе дебютировал в 1962 году и с тех пор снялся в 60 работах в кино и телесериалах. Был номинирован на премию TVyNovelas. 
Скончался 18 июня 2017 года в Мехико.

## Фильмография

### Избранные телесериалы
- 1978 — 
  - Вивиана — Роберто.
  - Мария Хосе
- 1982 — Ванесса — отец Томаса.
- 1995 — Мария из предместья — доктор Каррера.
- 1997 — Золотая клетка[исп.] — Омар Гарсия.
- 2004 — Руби — Игнасио Карденас.
- 2005 — Наперекор судьбе — Фаустино.
- 2007 — Секс и другие секреты — Дон Томас.
- 2007-08 — Огонь в крови — дед Фабио.
- 2011-н. в. — Как говорится — Эриберто.
- 2016 — Трижды Ана — Исидро.